# Giant Global Graph
Giant Global Graph (lett. "grafo globale gigante") è il nome coniato dall'inventore del World Wide Web, Tim Berners-Lee nel 2007, per aiutare a distinguere tra la natura e il significato del contenuto tra l'attuale World Wide Web, e quello della web di prossima generazione, o "Web 3.0". Nell'uso comune, World Wide Web si riferisce principalmente al web costituito da oggetti discreti di informazioni leggibili dagli esseri umani, con collegamenti funzionali costituiti da collegamenti ipertestuali creati manualmente. L'informazione del Web 3.0 di prossima generazione mira ad andare oltre le pagine web discrete della generazione precedente enfatizzando il ruolo dei metadati che descrivono gli oggetti di informazione come le pagine web ed attribuiscono le relazioni che collegano gli oggetti di informazione uno con l'altro concettualmente o semanticamente. Oltre a ciò, le tecnologie e l'architettura del Web 3.0 permettono l'organizzazione di un tipo completamente nuovo di oggetti di dati creati sia dall'uomo che automaticamente.
Un importante concetto correlato che si sovrappone con il Giant Global Graph senza pienamente comprenderlo è quello di "Web semantico".
I servizi di rete sociale sono uno dei primi e meglio conosciuti esempi di tale distinzione. In un social network le informazioni circa le relazioni tra le persone, e le specie di oggetti di dati che le persone condividono è almeno importante tanto quanto gli oggetti di dati stessi. Inoltre, i partecipanti ad un Social Network creano nuove specie di dati che non esistevano prima sul web, come i loro Mi Piace per il contenuto ed i commenti di altre persone. Attualmente, queste nuove specie di dati sono principalmente strutturati e veicolati da sistemi proprietari di compagnie come Facebook. Nel futuro ideale del Giant Global Graph decentralizzato o del Web Semantico, queste informazioni dovrebbero essere strutturate in modo tale che possano essere lette da molti sistemi differenti e organizzati dinamicamente in molti formati differenti leggibili dall'utente.
Il concetto del GGG si relaziona anche nella Decentralizzazione delle Informazioni Internet (Decentralization of Internet Information), per cui gli oggetti di dati semantici adeguatamente formattati possano essere organizzati e le loro relazioni percepite da qualsiasi computer su Internet, invece che essere solamente organizzate per grandi sistemi centralizzati come Facebook e Google. Per esempio, la gente usa il protocollo FOAF per organizzare le informazioni sui siti web o altri nodi Internet che possono definire e interagire con le loro reti sociali senza necessariamente richiedere l'intervento di sistemi centralizzati come Facebook.
Fondamentalmente, dove il termine Web 3.0 si riferisce ad un insieme di tecnologie e ad una particolare fase nello sviluppo del web, il termine Giant Global Graph è inteso riferirsi più genericamente all'ambiente totale delle informazioni che saranno generate e sostenute attraverso l'implementazione di queste tecnologie. Questo ambiente sarà qualitativamente diverso rispetto a quello che esisteva prima dello sviluppo di queste tecnologie.

## Storia
Giant Global Graph (GGG) in particolare è stato usato per la prima volta dall'inventore del World Wide Web, Tim Berners-Lee, sul suo blog.
Tim Berners-Lee pensa circa il social network stesso che è dentro e tra i siti come Facebook. Egli ritiene che la gente possa usare la parola "Graph" (Grafo) per distinguere queste dal "Web". Egli dice poi che, sebbene egli chiami questo grafo il Web semantico, forse dovrebbe essere chiamato il "Giant Global Graph".
"GGG" è stato usato varie volte da Berners-Lee e da altri in altri blog. Il GGG può essere descritto come il contenuto più i puntatori del WWW trasposto verso il contenuto più i puntatori più le relazioni più le descrizioni.
In maniera significativa, il concetto del Giant Global Graph sembra aver dato un input al concetto di Facebook di "Open Graph" per i progetti ed i protocolli, che è il loro sforzo di diffondere il loro approccio al di là dei confini del sito Facebook, consentendo una più ampia rete o "grafo" di connessione fra gli utenti Facebook, e tra gli utenti Facebook e gli oggetti di dati di Internet che li interessano.